# Vergée
Ne pas confondre avec l'unité de longueur appelée la verge.

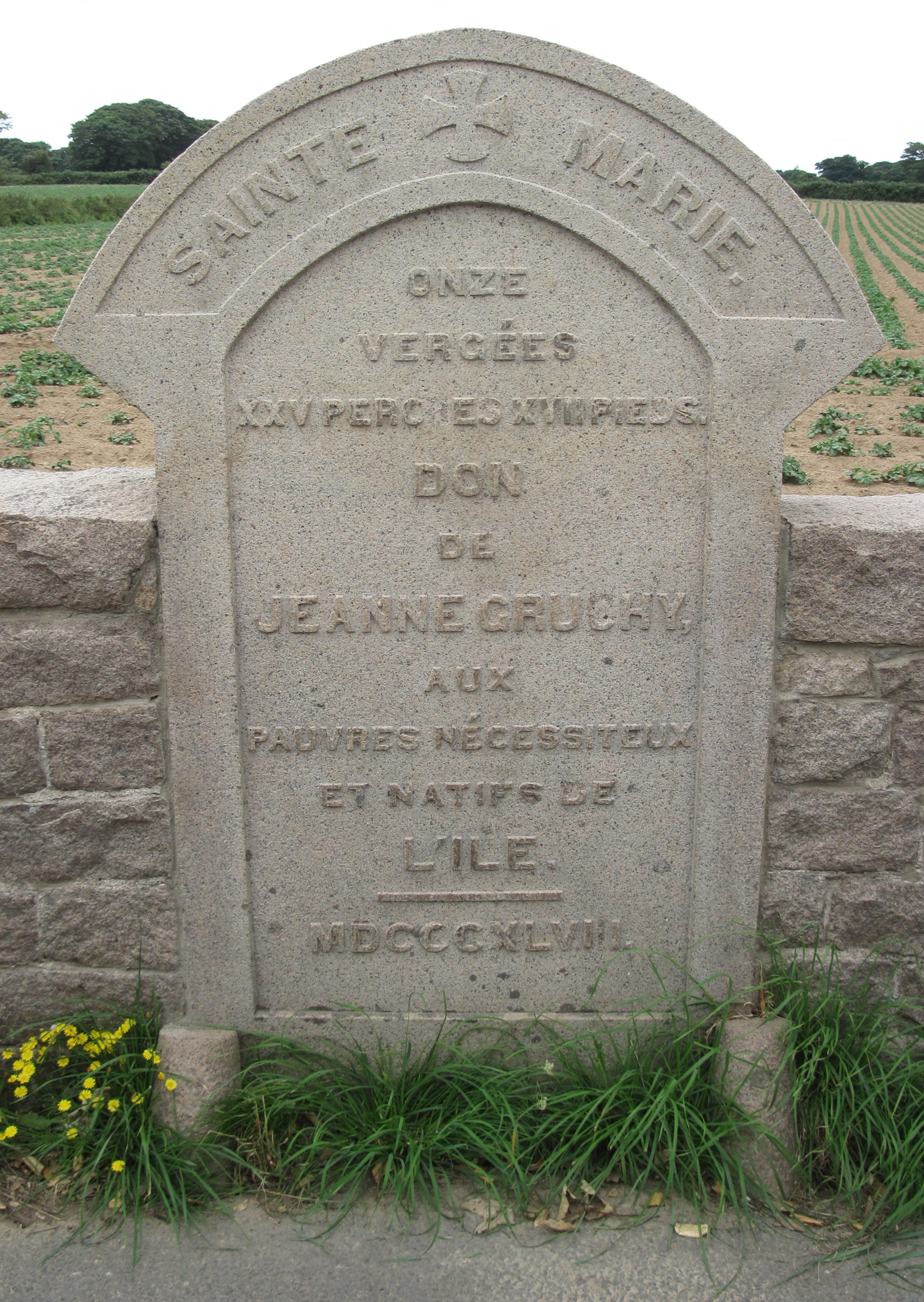
Stèle commémorant un don de terre de plus de onze vergées (A Jersey - 1867).

La vergée est une ancienne unité de mesure de superficie. Elle correspond toujours à un quart de l'acre, soit  quarante perches anglaises pour la vergée anglaise et vingt-cinq perches françaises pour la vergée française.
Il s'agit d'une mesure rurale traditionnelle utilisée dans les Îles Anglo-Normandes et autrefois en France et au Royaume-Uni.

## Îles Anglo-Normandes

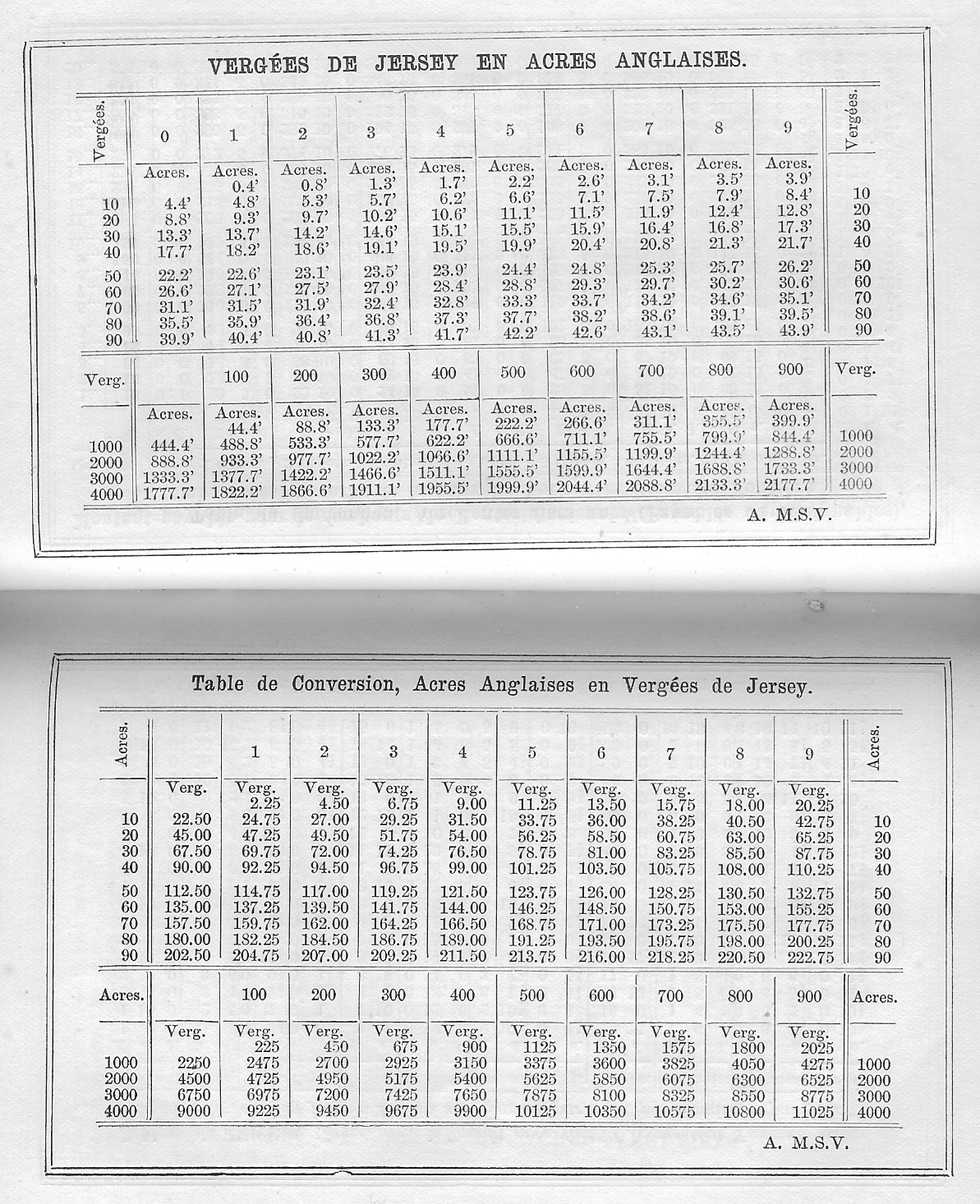
Tables de conversion entre vergées de Jersey et acres anglaises.

Dans les îles Anglo-Normandes, elle sert de mesure standard de la terre, mais sa définition légale diffère entre les bailliages de Jersey et de Guernesey.
À Guernesey, une vergée (en guernesiais : vergie) vaut 17 640 pieds carrés (1 639 m2), soit 40 perches carrées de Guernesey ; une perche carrée de Guernesey (en guernesiais : perque) est de 21 pieds par 21 pieds. 
À Jersey, une vergée (en jersiais : vrégie) vaut 19 360 pieds carrés (1 798,6 m2), soit 40 perches carrées de Jersey ; une perche carrée de Jersey (en jersiais : perque) est de 24 pieds par 24 pieds.

## Royaume-Uni
Au Royaume-Uni, la vergée s'appelle le rood (symbole : ro) et se base sur une perche de 16½ pieds (5,029 2 mètres) depuis 1959. Elle vaut 40 × 16½ × 16½  = 10 890 pieds anglais carrés (~ 1 011,714 105 6 m2) ; il y a donc environ 10 vergées à l'hectare au Royaume-Uni.

## France
En France, la valeur de la vergée varie en fonction de la valeur retenue pour la perche :
- la vergée d'arpent (la plus courante) égale 25 × 22 × 22 = 12 100 pieds du Roi carrés (~ 1 276,799 574 9 m2) ;
- la vergée ordinaire égale 25 × 20 × 20 = 10 000 pieds du Roi carrés (~ 1 055,206 260 3 m2) ;
- la vergée du Roi égale 25 × 18 × 18 = 8 100 pieds du Roi carrés (~ 854,717 070 8 m2).

Voir aussi : la verge de Reims égale 4,472 × 4,472 = 20 pieds (572,4 m2)